# Rozpad ZSRR

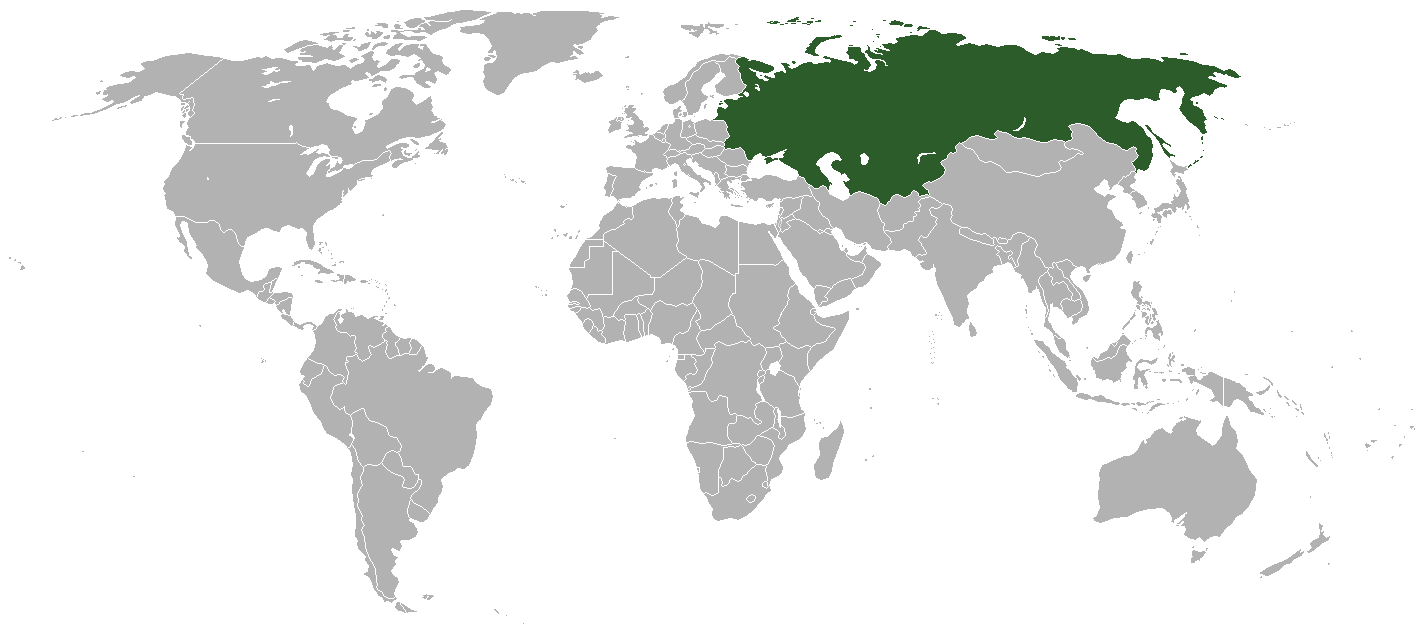
ZSRR na mapie świata

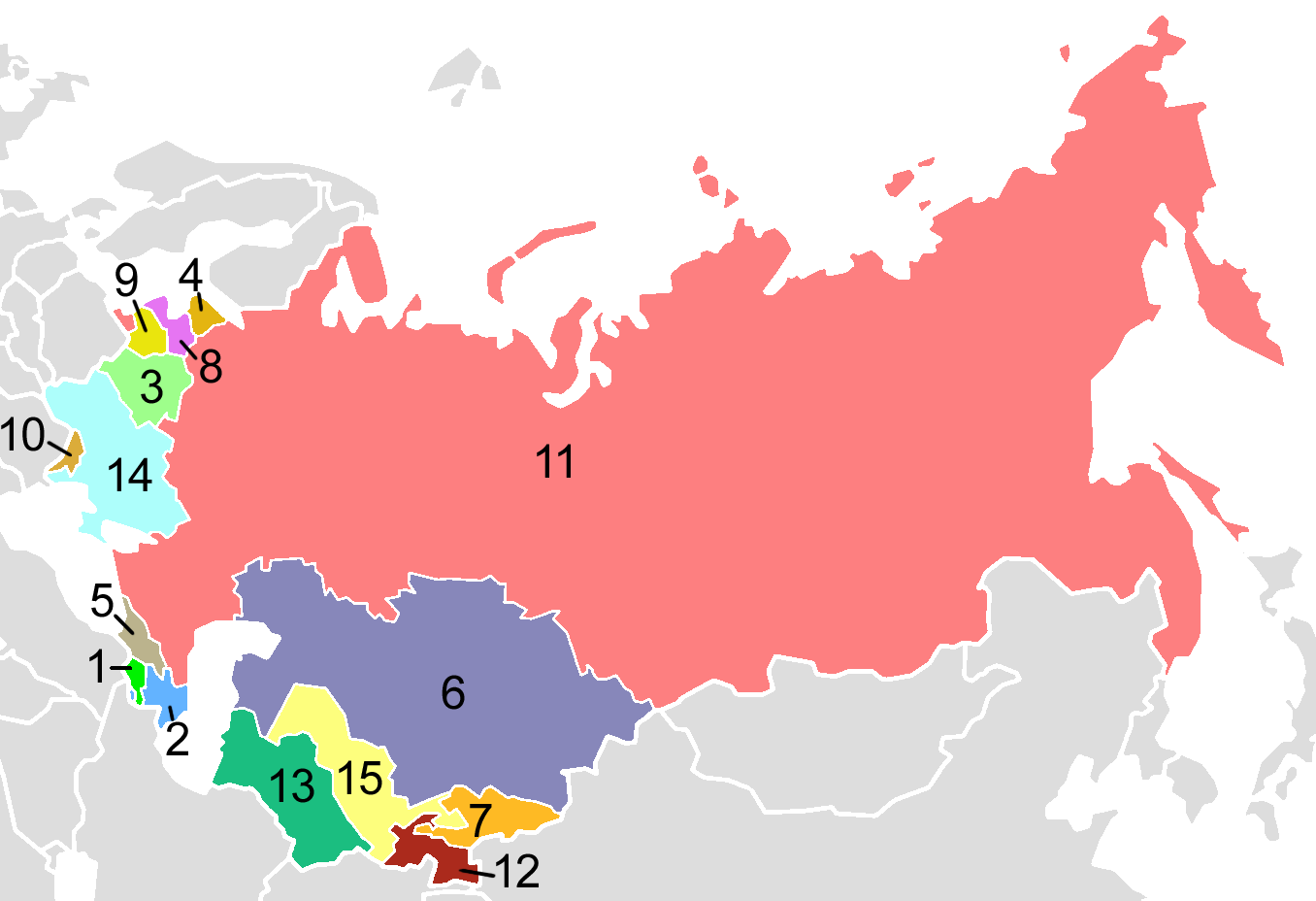
Państwa powstałe w wyniku rozpadu ZSRR:
1 – Armenia
2 – Azerbejdżan
3 – Białoruś
4 – Estonia
5 – Gruzja
6 – Kazachstan
7 – Kirgistan
8 – Łotwa
9 – Litwa
10 – Mołdawia
11 – Rosja
12 – Tadżykistan
13 – Turkmenistan
14 – Ukraina
15 – Uzbekistan

Rozpad ZSRR – proces rozpadu Związku Socjalistycznych Republik Radzieckich (ówcześnie największego państwa świata) zapoczątkowany ogłoszeniem suwerenności przez Estońską SRR 16 listopada 1988 i zakończony deklaracją o samorozwiązaniu ZSRR uchwaloną przez Radę Najwyższą ZSRR 26 grudnia 1991. W okresie tym wszystkie piętnaście republik ZSRR ogłosiło suwerenność, wystąpiło z ZSRR i stało się niepodległymi państwami.

## Geneza
10 marca 1985 roku zmarł Konstantin Czernienko. Dzień później władzę w ZSRR objął Michaił Gorbaczow. Gospodarka ZSRR była w bardzo złym stanie. Nierentowne górnictwo, zacofanie techniczne, głód mieszkaniowy, koszty wyścigu zbrojeń i wojny w Afganistanie oraz niewykonywalne plany gospodarcze doprowadziły do sytuacji, w której Komunistyczna Partia Związku Radzieckiego (KPZR) musiała zaakceptować istnienie wolnego rynku wbrew ideologii.
Podczas pierwszych lat rządów Gorbaczow zrestrukturyzował biurokrację państwową i partyjną, zrezygnował z doktryny Breżniewa oraz rozpoczął proces rozbrojenia. W marcu 1986 roku rozpoczął się program reform gospodarczych i społecznych nazwany pierestrojką. Reformy Gorbaczowa spotkały się ze sprzeciwem zarówno konserwatywnych członków KPZR, jak i radykałów domagających się przyspieszenia zmian. Na czele radykałów stanął Borys Jelcyn. Polityka jawności (głasnost) spowodowała wzrost żądań secesji ze strony bałtyckich i zakaukaskich republik. W czerwcu 1988 roku na specjalnej Wszechzwiązkowej Konferencji Partyjnej zaaprobowano poprawki do konstytucji ZSRR. Na mocy nowej konstytucji w 1990 roku Gorbaczow został prezydentem ZSRR. Wkrótce po wyborze na prezydenta Gorbaczow zaakceptował niekomunistyczne rządy w Europie Środkowo-Wschodniej.

## Rozpad
Reformy Gorbaczowa wywołały wzrost napięć narodowościowych i niezadowolenie społeczne wynikające z klęski pierestrojki. W kwietniu 1989 roku Armię Radziecką wysłano na Zakaukazie, by stłumić niepodległościowe demonstracje w Tbilisi, zaś w styczniu 1990 roku armię wysłano do Armenii i Azerbejdżanu w celu stłumienia wojny domowej o Górski Karabach. W grudniu 1989 roku Michaił Gorbaczow oraz George H.W. Bush ogłosili zakończenie zimnej wojny. W listopadzie 1990 roku w Paryżu odbyła się Konferencja Bezpieczeństwa i Współpracy w Europie, w której uczestniczył Gorbaczow.
Przez cały 1990 rok sytuacja polityczna i ekonomiczna w ZSRR pogarszała się. W republikach pojawiły się nowe rządy, które domagały się niepodległości. Z upływem roku rozgorzała „wojna prawna” pomiędzy Rosją a pozostałymi republikami, które nie wpłacały funduszy do kasy związkowej (przez co wzrósł federalny deficyt). Niepokoje pracownicze oraz wzrost przestępczości przyczyniły się do spadku produkcji i wzrostu deficytu budżetowego. Zimą 1990/1991 ZSRR był zmuszony do skorzystania z międzynarodowej pomocy żywnościowej.
W 1990 roku rozpoczął się rozpad KPZR. Partia komunistyczna podzieliła się na kilka frakcji: konserwatystów (dwie grupy: Komuniści dla Rosji oraz Sojusz), liberałów (Komuniści dla Demokracji) oraz radykałów (Platforma Demokratyczna). Podział sformalizowano podczas XXVIII Zjazdu KPZR w kwietniu 1990 roku. W celu powstrzymania dezintegracji politycznej i ekonomicznej w grudniu 1990 roku Gorbaczow wymusił na parlamencie głosowanie za większymi uprawnieniami prezydenckimi i nową federalistyczną strukturą polityczną. Pod presją Sojuszu, KGB i kół wojskowych kierunek polityki przesunął się w kierunku zachowawczych komunistów. W lipcu 1991 roku na stanowisko premiera mianowano Walentina Pawłowa, a ministrem spraw wewnętrznych został Boris Pugo. Wcześniej Eduard Szewardnadze zrezygnował z funkcji ministra spraw zagranicznych, ostrzegając, że kraj zmierza w stronę dyktatury.
Po ogłoszonej 11 marca 1990 deklaracji niepodległości Litwy, w styczniu 1991 roku do Wilna Moskwa skierowała wojsko w celu zdobycia litewskich budynków rządowych i środków przekazu, podczas szturmu komandosów sowieckich na wileńską wieżę telewizyjną zginęło 14 osób, ponad 600 zostało rannych. Zaostrzono cenzurę prasową i telewizyjną.

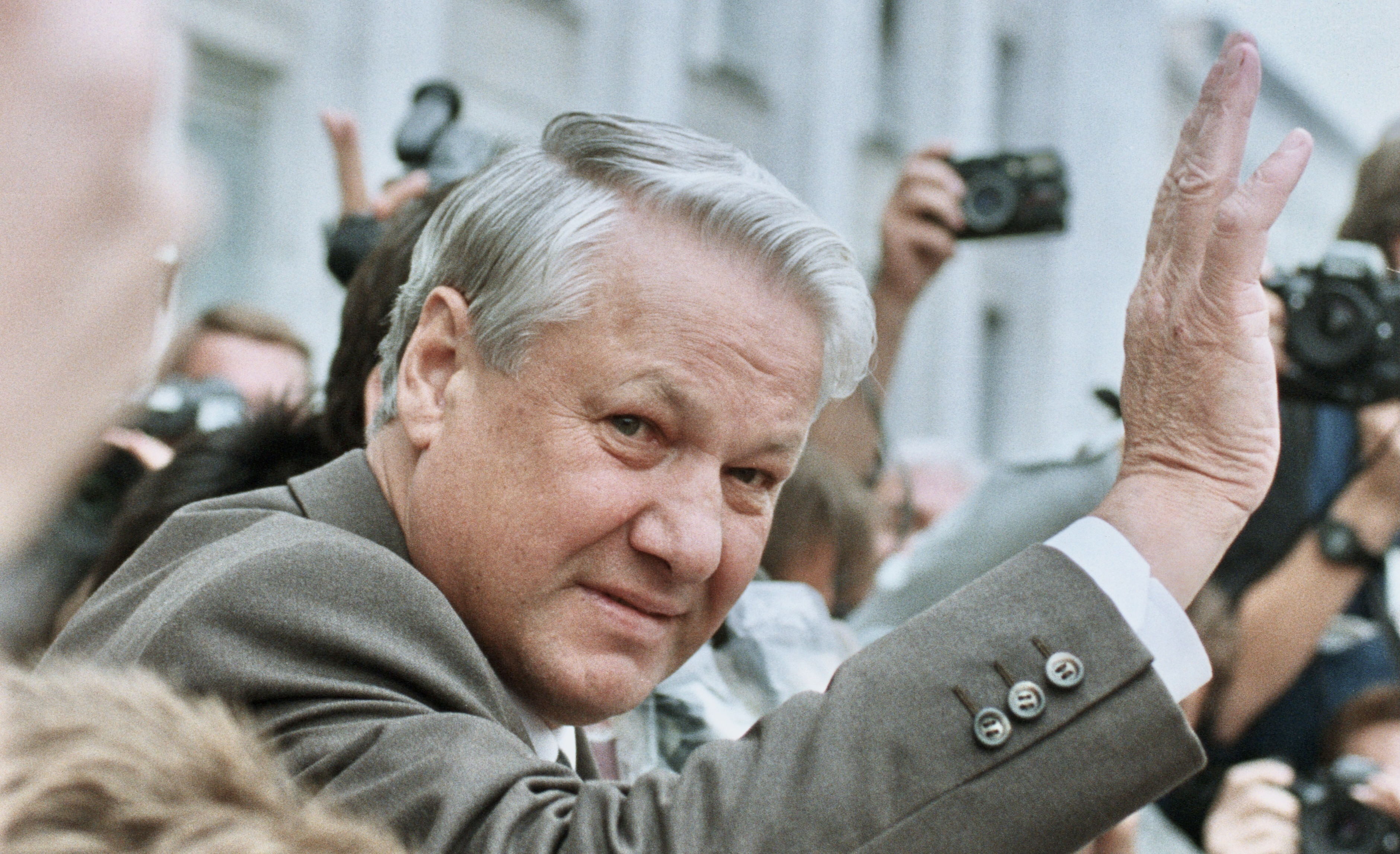
Borys Jelcyn

Od wiosny 1991 roku Gorbaczow próbował zrekonstruować sojusz na rzecz reform. W sojuszu mieli znaleźć się partyjni liberałowie oraz radykałowie. W kwietniu 1991 roku 9 republik związkowych (Azerbejdżan, Białoruś, Kazachstan, Kirgistan, Rosja, Tadżykistan, Turkmenistan, Ukraina i Uzbekistan) podpisało układ mający na celu osiągnięcie stabilnych relacji między rządem federalnym a rządami republik oraz wprowadzenie reform gospodarczych (prywatyzacji i uwolnienia cen). W lipcu 1991 roku Gorbaczow uczestniczył w spotkaniu państw G7. Od czerwca 1991 roku Borys Jelcyn nawoływał do przyspieszenia reform gospodarczych. W lipcu 1991 roku powstał Ruch Reform Demokratycznych.
Inicjatywy liberalno-radykalne budziły niepokój wśród komunistycznych ortodoksów. W czerwcu 1991 roku Pawłow próbował nakłonić parlament do udzielenia mu nadzwyczajnych uprawnień. 19 sierpnia 1991 roku rozpoczął się pucz moskiewski. We wczesnych godzinach porannych ogłoszono, że przebywający na Krymie na urlopie Gorbaczow jest chory i że władze prezydencką przejął wiceprezydent Giennadij Janajew, lider ośmioosobowego Komitetu Stanu Wyjątkowego (KSW). W skład KSW oprócz Janajewa wchodzili m.in. Walentin Pawłow, Boriss Pugo, szef KGB Władimir Kriuczkow oraz minister obrony Dmitrij Jazow. KSW objął kontrolą radio i telewizję, zakazał wydawania większości gazet i organizowania demonstracji, ogłosił godzinę policyjną i wysłał czołgi do Moskwy. Rebeliantom nie udało się aresztować Jelcyna, który zaapelował o strajk generalny i przywrócenie Gorbaczowa na stanowisko prezydenta. W Moskwie doszło do masowych manifestacji, wojsko opowiedziało się za Jelcynem. Ze względu na brak poparcia Rosjan i wojska oraz presję zagraniczną pucz upadł. 22 sierpnia oddziały puczystów wycofano z Moskwy a Gorbaczow wrócił do Moskwy. Podczas puczu zginęło 15 osób.
Po puczu Gorbaczow początkowo głosił, że należy przeprowadzić tylko minimalne zmiany w państwie. Pod presją Jelcyna i opinii publicznej prezydent ZSRR został zmuszony do przeprowadzenia zdecydowanych zmian w rządzie. 24 sierpnia 1991 roku Gorbaczow ogłosił rezygnację z pełnienia funkcji sekretarza generalnego KPZR (zastąpił go Wołodymyr Iwaszko), a Komitetowi Centralnemu nakazał samorozwiązanie.
Nieudany pucz przyspieszył rozpad ZSRR. Podczas puczu Litwa, Łotwa, Estonia i Ukraina ogłosiły niepodległość. Po puczu niepodległość ogłosiły także Armenia, Azerbejdżan, Białoruś, Gruzja, Mołdawia i Uzbekistan. 8 grudnia Borys Jelcyn, Łeonid Krawczuk (reprezentujący Ukrainę) oraz Stanisłau Szuszkiewicz (reprezentujący Białoruś) podpisali układ białowieski, który umożliwił likwidację ZSRR oraz powołanie na jego miejscu Wspólnoty Niepodległych Państw (WNP). Dwa tygodnie później w Ałma-Acie do paktu dołączyły się kolejne republiki. WNP oficjalnie powstało 21 grudnia 1991 roku – w jej składzie znalazło się 11 republik: Armenia, Azerbejdżan, Białoruś, Kazachstan, Kirgistan, Mołdawia, Rosja, Tadżykistan, Turkmenistan, Ukraina i Uzbekistan. Zdecydowano się na podział państwa według granic dotychczasowych republik związkowych, zaś republice rosyjskiej przyznano następstwo prawne po byłym ZSRR.
25 grudnia 1991 roku Michaił Gorbaczow podał się do dymisji. Tego samego dnia, o godzinie 19:32 po raz ostatni na Kremlu opuszczono flagę ZSRR, zastępując ją flagą Rosji. Formalne rozwiązanie ZSRR nastąpiło 26 grudnia 1991 roku.

## Państwa powstałe w wyniku rozpadu ZSRR
| Republika związkowa ZSRR                                | Nazwa kraju po ogłoszeniu niepodległości | Niepodległość – ogłoszenie deklaracji | Uznanie niepodległości przez ZSRR/Rosję | Przystąpienie do WNP lub do UE        |
| ------------------------------------------------------- | ---------------------------------------- | ------------------------------------- | --------------------------------------- | ------------------------------------- |
| Armeńska Socjalistyczna Republika Radziecka             | Armenia                                  | 23 września 1991                      | 26 grudnia 1991                         | WNP – 21 grudnia 1991                 |
| Azerbejdżańska Socjalistyczna Republika Radziecka       | Azerbejdżan                              | 18 października 1991                  | 26 grudnia 1991                         | WNP – 21 grudnia 1991                 |
| Białoruska Socjalistyczna Republika Radziecka           | Białoruś                                 | 25 sierpnia 1991                      | 26 grudnia 1991                         | WNP – 21 grudnia 1991                 |
| Estońska Socjalistyczna Republika Radziecka             | Estonia                                  | 20 sierpnia 1991                      | 6 września 1991                         | UE – 1 maja 2004                      |
| Gruzińska Socjalistyczna Republika Radziecka            | Gruzja                                   | 9 kwietnia 1991                       | 26 grudnia 1991                         | WNP – 9 grudnia 1993 (wyszła w 2008)  |
| Kazachska Socjalistyczna Republika Radziecka            | Kazachstan                               | 16 grudnia 1991                       | 26 grudnia 1991                         | WNP – 21 grudnia 1991                 |
| Kirgiska Socjalistyczna Republika Radziecka             | Kirgistan                                | 31 sierpnia 1991                      | 26 grudnia 1991                         | WNP – 21 grudnia 1991                 |
| Litewska Socjalistyczna Republika Radziecka             | Litwa                                    | 11 marca 1990                         | 6 września 1991                         | UE – 1 maja 2004                      |
| Łotewska Socjalistyczna Republika Radziecka             | Łotwa                                    | 21 sierpnia 1991                      | 6 września 1991                         | UE – 1 maja 2004                      |
| Mołdawska Socjalistyczna Republika Radziecka            | Mołdawia                                 | 27 sierpnia 1991                      | 26 grudnia 1991                         | WNP – 21 grudnia 1991                 |
| Rosyjska Federacyjna Socjalistyczna Republika Radziecka | Rosja                                    | prawny kontynuator ZSRR               | 26 grudnia 1991                         | WNP – 21 grudnia 1991                 |
| Tadżycka Socjalistyczna Republika Radziecka             | Tadżykistan                              | 9 września 1991                       | 26 grudnia 1991                         | WNP – 21 grudnia 1991                 |
| Turkmeńska Socjalistyczna Republika Radziecka           | Turkmenistan                             | 27 października 1991                  | 26 grudnia 1991                         | WNP – 21 grudnia 1991                 |
| Ukraińska Socjalistyczna Republika Radziecka            | Ukraina                                  | 24 sierpnia 1991                      | 26 grudnia 1991                         | WNP – 21 grudnia 1991 (wyszła w 2018) |
| Uzbecka Socjalistyczna Republika Radziecka              | Uzbekistan                               | 31 sierpnia 1991                      | 26 grudnia 1991                         | WNP – 21 grudnia 1991                 |